# Kerkhof van Berguette

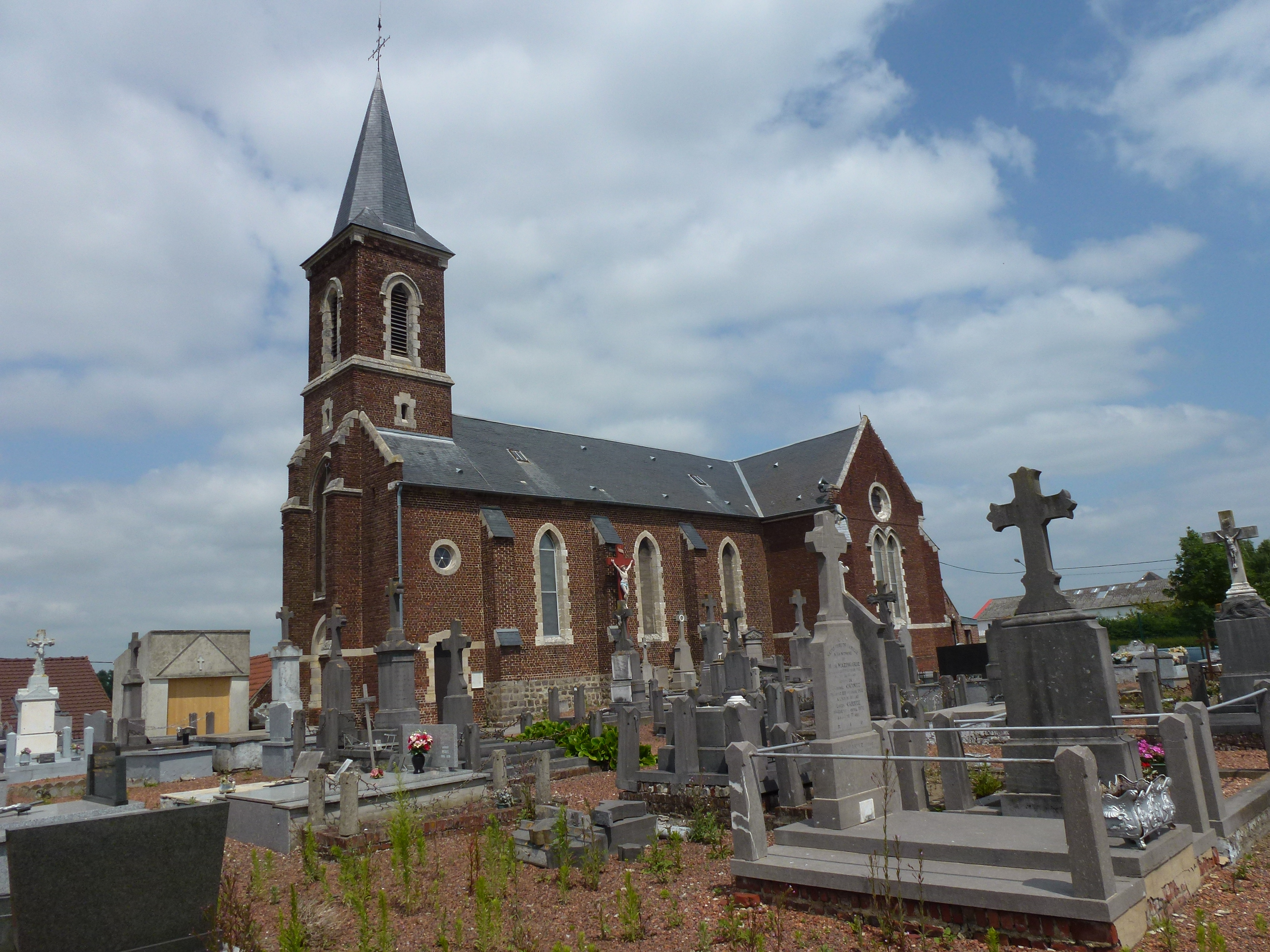
Kerkhof van Berguette

Het kerkhof van Berguette is een begraafplaats in de Berguette, een deelgemeente van de Franse gemeente Isbergues. Het kerkhof ligt er rond de Église Saint-Pierre.

## Britse oorlogsgraven
Op het kerkhof bevinden zich 27 Britse oorlogsgraven uit de Eerste Wereldoorlog. De graven zijn geïdentificeerd en worden onderhouden door de Commonwealth War Graves Commission. In de CWGC-registers is het kerkhof opgenomen als Berguette Churchyard.